# Route nationale 207a
La route nationale 207A, ou RN 207A, était une route nationale française reliant la Brillanne aux Buissonnades.
À la suite de la réforme de 1972, elle a été déclassée en RD 4B de la Brillanne à Oraison et en RD 4 d'Oraison aux Buissonnades.

## Ancien tracé de la Brillanne aux Buissonnades
- La Brillanne D 4b
- Oraison D 4
- Les Buissonnades, commune d'Oraison